# 向上
《向上》（英语：Upward，德语：Empor）是俄罗斯抽象画家瓦西里·康定斯基于1929年创作的纸板油画。这幅画创作于康定斯基于德国德绍的包豪斯教授艺术时期，现在是意大利威尼斯维尼耶宫的佩姬·古根海姆美术馆的藏品。

## 描述
这幅画描绘了一组组合起来的几何形状，以暗示向上上升的能量。在中央图案的底部和右上角都可以看到大写字母E，可能代表这幅画的德文名称Empor的首字母。主半圆中的点和水平线表示了一张人脸；草图表明这些是后期添加的。这幅画让人想起保罗·克利的风格，他是康定斯基在包豪斯的朋友和同事。